# Звягин, Вячеслав Евгеньевич
Вячеслав Евгеньевич Звягин (19 февраля 1971, Саратов) — советский российский футболист, выступавший на позиции вратаря; тренер. Сыграл один матч в премьер-лиге России.

## Биография
Воспитанник СДЮШОР профкома СЭПО (Саратов), первый тренер — Стрелков Юрий Николаевич. На взрослом уровне начал выступать в 1989 году во время службы в армии в куйбышевском ШВСМ-СКА, сыграл 4 матча во второй советской лиге. На следующий год провёл 17 матчей во второй лиге за «Зарю» (Подгорный), а также выступал в соревнованиях коллективов физкультуры за армейские команды Куйбышева и Свердловска.
После окончания военной службы в 1991 году вернулся в Саратов и стал выступать за «Сокол», играл за команду в течение следующих 18-ти сезонов. За это время практически никогда не был основным вратарём клуба, за исключением сезона 1999 года в первой лиге и сезона 2006 года в любительских соревнованиях. В период выступлений «Сокола» в премьер-лиге выходил на поле только один раз — 27 октября 2001 года в матче против новороссийского «Черноморца». Всего за саратовский клуб сыграл 79 матчей в первенствах страны (без учёта матчей на любительском уровне), также провёл 37 матчей в первенстве дублёров в 2001—2002 годах.
Завершил спортивную карьеру в 2008 году в возрасте 37 лет. С 2010 года работает в «Соколе» тренером вратарей, с перерывом в 2015 году, когда работал в детской школе клуба.

## Личная жизнь
Женат. Окончил Волгоградский педагогический институт.